# Struttura interna di Mercurio

Struttura interna di Mercurio. Con 1 si indica la crosta, con 2 il mantello e con 3 il nucleo.

I pianeti interni come Mercurio, Venere, Terra e Marte si sono formati dalla condensazione dei componenti della nube primordiale di gas e polveri che ha originato l'intero Sistema Solare, in una zona più ricca di silicati e materiale ferroso, al contrario dei pianeti esterni la cui zona di formazione era ricca di acqua, idrogeno, metano ed ammoniaca.
Attualmente l'attività geologica di Mercurio è cessata e ne è la prova la presenza dei moltissimi crateri di impatto.
Nell'interno del pianeta esiste un nucleo di ferro e nichel che occupa sette parti su dieci del suo raggio (1800 km), il nucleo è suddiviso in due parti: il nucleo esterno liquido (composto da ferro e nichel allo stato liquido) e lo strato interno solido (composto da ferro e nichel allo stato solido). Lo strato esterno è simile a quello terrestre, cioè composto di silicati, e si estende per poco più di 500 km; ha una densità molto elevata, seconda solo a quella della Terra.
Sulla superficie sono presenti corrugamenti molto accentuati con altezze superiori ai 4000 m e lunghezze dell'ordine di centinaia di chilometri. La principale teoria sviluppata per fornire una spiegazione a tali osservazioni, nota come teoria della contrazione planetaria, prevede che il pianeta si starebbe comprimendo, contraendosi in se stesso man mano che il suo nucleo si raffredda lentamente.
Mercurio è il pianeta più ricco di ferro e possiede un campo magnetico dipolare (rilevato per la prima volta dal Mariner 10 e quantificato in un centesimo di quello terrestre). Ricerche pubblicate nel 2007 su Science, condotte con radar di alta precisione negli Stati Uniti e in Russia, hanno confermato l'idea di una frazione liquida nel nucleo di ferro-nichel, che era stata proposta per spiegare l'esistenza del campo magnetico del pianeta. È quindi possibile distinguere un nucleo interno solido ed un nucleo esterno liquido. Il mantenimento di un nucleo liquido per miliardi di anni richiede la presenza di un elemento più leggero, come lo zolfo, che ne abbassi la temperatura di fusione dei materiali. Il campo magnetico rimane comunque difficilmente spiegabile, date le piccole dimensioni di Mercurio e la sua moderata velocità di rotazione.
Osservazioni della sonda MESSENGER supportate da alcuni modelli simulativi hanno misurato e mappato la diffusione del cromo sulla superficie del pianeta concludendo che all'interno del nucleo metallico sia presente una sensibile quantità di questo elemento, che aumenterebbe in modo inversamente proporzionale alla presenza di ossigeno.